# 통가의 국장

통가의 국장

통가의 국장은 1875년 헌법 제정과 동시에 제정되었다.
국장 가운데에는 네 개의 공간으로 나뉜 방패가 그려져 있는데 방패 가운데에는 하얀색 육각별이 그려져 있으며 육각별 안에는 빨간색 십자가 그려져 있다. 방패 왼쪽 상단에는 노란색 바탕에 세 개의 하얀색 육각별이 그려져 있고 방패 오른쪽 상단에는 빨간색 바탕에 왕관이 그려져 있다.
세 개의 별은 통가를 이루는 세 개의 큰 섬인 통가타푸섬과 바바우 제도, 하파이 제도를 뜻하며 왕관은 국왕을 뜻한다. 방패 왼쪽 하단에는 파란색 바탕에 올리브 가지를 물고 있는 비둘기가 그려져 있으며 방패 오른쪽 하단에는 노란색 바탕에 엇갈린 채로 놓여 있는 세 개의 칼이 그려져 있다.
올리브 가지와 비둘기는 하느님의 평화로운 지배가 영원하기를 바라는 통가의 염원을, 세 개의 칼은 통가의 세 왕조인 투이 통가 왕조, 투이 하타칼루아 왕조, 투이 카노쿠폴루 왕조를 의미한다. 방패 양쪽에는 엇갈린 채로 게양되어 있는 두 개의 통가의 국기가 그려져 있다.
방패 위쪽에는 월계수 잎으로 만든 화환과 왕관이 장식되어 있으며 방패 아래쪽에 있는 리본에는 통가의 나라 표어인 "하느님과 통가는 나의 유산이다"("Ko e ʻOtua mo Tonga ko hoku Tofiʻa")라는 문구가 통가어로 쓰여 있다.

## 같이 보기
- 통가의 국기